# 7인의 탈출의 등장 인물
이 문서는 대한민국의 SBS 드라마 7인의 탈출, 7인의 부활에 등장하는 등장인물 목록이다.
(†) 표시는 드라마 상에서 최종적으로 사망한 인물이다.

## 주요 인물
- 엄기준: 매튜 리 / K / 구성철 / 가짜 심준석 / 가짜 이휘소 역 (†, 5회 ~ 시즌 2 16회) - 혜성처럼 등장해 단숨에 모바일 메신저 점유율 1위를 달성한 <티키타카>의 회장. 시즌 2 16회에서 사형을 받았으나 민도혁과 강기탁에게 죽임 당함.
- 황정음: 금라희 / 메두사 역(†, 1회 ~ 시즌 2 8회) - LH 미디어 와 티키타카 스튜디오 대표. 돈과 성공을 인생 최대의 가치로 여기는 욕망의 화신. 다미의 생모. 시즌 2 1회를 통해 다미에게 죄책감을 느끼며 3회에서 민도혁을 이용해 매튜 리를 죽이는데에 힘 쓰기 위해 민도혁에게 메두사라는 이름으로 나타났다. 민도혁을 살리고 사망.
- 이준: 민도혁 / 진짜 심준석 역 - 꿈도 희망도 없이 태어난 김에 살고 있는, 조폭 출신의 위태로운 남자. 17회에서 죽을 위기에 처했지만 강기탁과 함께 탈출한다.
- 이유비: 한모네 역 - 강남 명문 여고의 간판스타 출신이자 LH미디어 소속가수 겸 배우. 찬성의 아내. 시즌 2 16회에서 황찬성을 죽인 것을 자수하였다.
- 신은경: 차주란 역 - 산부인과 전문의 출신. 칠성의 전 연인이자 철우의 연인.
- 윤종훈: 양진모 역 - 연예기획사 체리엔터테인먼트 대표. 명지의 계약 남편. 서울특별시장. 매튜리에게 죽임 당했으며 고명지에게 심장을 기증하고 죽은 줄 알았으나 살아있었다.
- 조윤희: 고명지 역 - 강남의 명문 명주여고 전 기간제 교사이자 에리카와 필립의 어머니. 불륜 및 위작 논란으로 교사직에서 파면되었다. 진모의 계약 아내. 한나를 구하고 매튜의 총을 맞아 의식불명 상태였으나 심장을 기증받아 살게 되었다.
- 조재윤: 남철우 역 (†, 1회 ~ 시즌 2 16회) - 덕선경찰서 형사 전 반장이자 주란의 연인. 마약혐의로 경찰직을 파면당한다. 시즌 2 16회에서 매튜의 총에 맞아 사망하고 만다.
- 이덕화: 방칠성 역 (†, 1회 ~ 8회) - 투자의 귀재로 불리는 전설적인 현금 부자. 주란의 前 연인. 다미의 할아버지. 차주란과 금라희의 의해 출렁다리에서 추락하여 바다에 떨어졌고, 바위에 머리를 부딪쳐 결국 패혈증으로 사망했는 줄 알았으나 살아있었다. 사라진 손녀 다미에 대한 복수를 위해 휘소를 도와 자신과 바꿔치기해 자신이 감옥에 있고 휘소가 매튜 리로 5년 만에 나타났다. 그러나 8회에서 K의 설계된 함정에 빠져 폭파사고로 희생 당한다.
- 윤태영: 강기탁 역(2회 ~ 시즌 2 16회) - 양진모의 견제를 받는 태백엔터테인먼트 대표, 다미의 친아빠. 서울을 중심으로 한 조폭 집단 "중앙파"의 보스 출신. 원수도 은혜도 반드시 갚는 의리파. K의 의해 죽을 위기였지만 휘소가 무인도에 떠내려온 기탁을 살린다. 17회에 종반부에서 휘소의 희생으로 도혁과 함께 옥상에서 뛰어내린다. 시즌2부터 도혁의 모든 일을 돕고 있으며 시즌 2 6회에서 메두사가 금라희라는 사실을 알게되었다.
- 이정신 : 황찬성 역 (†, 시즌 2 2회 ~ 15회) - 시즌 2에서 새롭게 등장하며 대한민국 최대 포털 사이트인 세이브 기업의 대표. 모네의 남편. 6회를 통해 도혁과 기탁에게 자신이 메두사라고 밝혔으나 사실은 루카를 노리는 악역이다. 한모네와 강기탁에게 살해 당했다.
- 심이영: 심미영 역 (11회 ~ 15회, 시즌 2 1회 ~ 16회) - 성찬 갤러리 관장이자, 종잡을 수 없는 매력의 노처녀. 심용의 여동생. 6인의 의해 성찬갤러리에 전시된 작품이 위작 논란에 휩싸이며 압수수색을 당하고, 본인 또한 그 대상에 포함되어 경찰조사를 받게 된다. 조카인 민도혁과 기탁을 도와 매튜 리를 무너뜨리는데 힘쓰고 있다.

## 금라희 주변
- 정라엘: 방다미 / 이다미 / 강다미 역(†, 1회 ~ 9회) - 명주여고 전학생. 라희와 기탁의 친딸. 휘소와 난영의 양딸. 명지의 불륜을 알고 있는 인물. 3회에서 양아버지인 휘소에게 총을 맞고 사라졌다. 9회를 통해 죽었음이 밝혀졌는데 시즌2 1회에서 K에게 납치되여 가곡지곡 폐우물가에서 살해을 당한 것으로 보인다.
- 민영기: 이휘소 역(†, 1회 ~ 4회, 12회 ~ 17회, 시즌 2 4회) - 다미의 양아버지. 3회에서 남철우가 준 약에 취해 양딸인 다미를 총으로 쐈다. 4회에서 다미와 칠성 죽음에 용의자로 몰리게 되었다. 5회에서 교도소에서 싸움을 벌이고 강기탁에 의해 얼굴에 뜨거운 국물이 부어졌는데 병원에 실려간 뒤 5년 후 병원에서 성형수술을 성공해 매튜 리로 나타났다. 하지만 12회에선 무인도에 갇혀진 걸로 나온다. 13회에서 무인도에 감금된 상태에서 우연히 강기탁을 발견한 후 그의 목숨을 살린다. 최종회에서 무인도에서 탈출하여 기탁과 함께 도혁을 구했지만 매튜가 설치한 건물에 폭탄을 설치하여 폭발과 함께 사라졌다.
- 서영희: 박난영 역(†, 1회 ~ 4회) - 다미의 양어머니. 4회에서 양진모와 주용주의 방화로 인해 미소, 재혁과 함께 살해당했다.
- 김정하: 방현우 역(1회, 3회) - 다미의 계부. 금라희의 전남편.
- 한다희: 오해빈 역 - LH미디어 비서실장.

## 양진모 주변
- 김기두: 주용주 역(†, 1회 ~ 5회) - 6회에서 시신이 나타나지 않았다.
- 안은호: 홍만두 역(†, 1회 ~ 6회) - 고명지가 보트 노를 내려쳐 살해 당한다.

## 한모네 주변
- 김현: 윤지숙 역 (†, 2회 ~ 시즌 2 16회) - 모네 어머니, 죽은 청수가 운전하고 있는 차가 물에 빠져 사망한줄 알았는데 금라희가 그 전에 빼돌려 죽지 않았다. 시즌 2 16회에서 자다가 죽음
- 은해성: 한경수 역 (2회 ~ 시즌 2 16회) - 모네 첫째 남동생
- 이유진: 한청수 역(†, 2회 ~ 시즌 2 4회) - 모네 둘째 남동생
- 심지유: 노한나 역(7회 ~ 시즌 2 16회) (고등학생 : 신수연 (시즌 2 16회)) - 한모네와 K의 친딸이자 노팽희의 양딸. 고명지의 딸 에리카와 같은 영어유치원 RABBIT Kindergarten에 다니고 있는 동시에 갈등 관계다. 7회에서는 무단침입한 양진모를 그리 탐탁치 않아하는 듯 보인다. 노팽희의 딸이라고 하지만 정작 노팽희의 임신이 부각되지 않았던지라 누군가의 아이를 노팽희가 대신 키워주는 것으로 강력하게 추정된다. 5년전 1~2회 에서 한모네가 미술실에서 아이를 낳았고 아이 상태가 악화되자 어느 다리 밑에서 양진모와 만나 아이를 맡기게 되고 양진모는 노팽희한테 여자아이를 키워달라고 부탁하고 노팽희는 아이를 자신의 성 과 같은 “노한나” 라는 이름을 지었다. 이후 양진모가 아이는 죽었다고 거짓말해 한모네는 자신의 딸이 죽은줄 알고있었다고 밝혔졌다. 5년후 노팽희와 노한나는 K한테 쫒기던중 택시를 타서 여주 세트장 있는곳에 내려 밖으로 나온 한모네와 우연히 마주치게 되고 노팽희는 자신의 죽을 걸 각오하고 모네 친딸인 한나를 한모네에게 맡기고 매튜와 싸우는도 중 노팽희가 “니가 원하는대로 되지 않을거야 K이 어떻게 “ 니 핏줄한테 그런짓을 해” 라는 말을들은 한모네는 죽은줄 알았던 딸이 내앞에 있었다는걸 알았다. 16회에서 한모네와 도망가는도중 한나가 계속 울어서 한모네가 자꾸 울면 놓고가겠다는 말에 한모네가 손을나서 혼자 남겨지고 뒤에서 오던 드럼통에 깔려 죽을뻔 했지만 한모네가 옆으로 밀쳐서 구해준다. 영안실에서 노팽희를 시신앞에 두고 오열을 한다. 그리고 양진모는 한모네에게 한나는 5년전 상태도 안좋았고 칠삭둥이에 폐렴 등 으로 태어났다. 마지막화 에선 양진모와 식사를 하던 도중 한모네가 들어와서 노한나를 데리고 가려고하자 한나는 거부했다. 양진모와 한모네가 나가서 말하던 도중 한나가 따라가서 그걸엿들은 한나는 자신의 친부모가 K와 한모네 인걸을 알자 충격에 빠지고 도망갔다. 어떤사람의 폰을빌려 윤지숙에게 전화를 걸었다. 그리고 윤지숙이 일하는집에 머물게됐다. 양진모 한테 전화걸어 “ 씩씩한 우리엄마 딸 ” 이니 걱정하지 말라는 대답하고 전화를 끊는다.
- 최유주: 송지선 / 미쉘 역 (†, 8회 ~ 시즌 2 5회) - 송지아의 친언니. 가정폭력을 저지르던 아버지를 살해한 장본인으로, 죄를 동생인 송지아가 대신 뒤집어쓰며 해외유학을 무사히 떠났다. 그로부터 8년 후, '미쉘'이란 이름으로 황금종려상과 베를린 은곰상을 수상한 세계적인 천재 영화감독으로 성공해 한모네가 출연할 티키타카 스튜디오에서 제작하는 영화의 감독으로 한국에 다시 돌아온다. 10회에서 지아에게 전화를 걸지만 지아는 이미 사망 상태여서 언니의 전화를 받지 못한다. 동생의 죽음을 알면 분노할 듯 하다. 11회에서 자신이 감독한 새로운 영화의 제목이 'D에게'이며 5년 전 벌어진 방울이 사건을 바탕으로 했다는 사실을 기자 간담회에서 밝힌다. 13회에서 한모네에게 송지아의 친언니라는 사실을 알리며 분노를 쏟아낸다.

## 민도혁 주변
- 임성균: 민재혁 역(†, 1회 ~ 4회) - 도혁 남동생. 4회에서 양진모와 주용주의 방화로 인해 미소, 난영과 함께 살해당했다.
- 이종남: 정미소 역(†, 1회 ~ 4회) - 도혁, 재혁 모. 4회에서 양진모와 주용주의 방화로 인해 재혁, 난영과 함께 살해당했다.

## 남철우 주변
- 지승현: 엄지만 역(†, 4회 ~ 10회) - 서울중앙지검 차장검사. 본인의 이익이 제일 먼저인 차장검사. 4회에서 첫 등장. 사건 속에서 중요한 열쇠를 지닌 인물. 7회에서 검찰총장으로 승진했다. 10회에서 남철우의 계략으로 인해 검찰총장직에서 파면되었고 도움을 거절하는 K에게 전화를 걸어 그의 약점을 언급하며 협박을 하나, 이에 분노한 K기 보낸 비서 구강재에 의해 총을 맞고 난간에서 추락하여 사망한다.
- 류승무: 강경훈 역(†, 7회 ~ 8회) - 제주서귀포경찰서 강력팀 형사. 오산도 집단 사망사건을 담당하였으며, 해당 사건에 대해 수상한 점을 파악하고 남철우가 개입된 것을 확인하여 재수사하던 도중 아내의 전화를 받고 집으로 달려가다가 교통사고로 위장되어 K에게 살해당한다.

## 고명지 주변
- 정서연: 에리카 역 (고등학생 : 전서진 (시즌 2 16회)) - 고명지의 딸. 리틀 모네라 불릴 정도로 연기력이 뛰어나서 아역배우로 활약할 예정이다. 노팽희의 딸 한나와 같은 영어유치원 RABBIT Kindergarten에 다니고 있는 동시에 갈등 관계로, 에리카 쪽에서 먼저 때려서 한나랑 싸운 적도 있다. 7회에서 유치원에서 싸운 게 사실이냐는 엄마의 물음에 자기 잘못이 아니라 한나의 잘못이라며 서럽게 우는 영악함을 보여줘서 고명지는 이를 듣고 그 애를 혼내주겠다고 선언한다. 그러나 8회에서 그렇게 싫어하는 한나를 마중나온 양진모를 보고 자신은 그런 아빠가 없다며 서럽게 울었다.
- 산아: 필립 역 - 고명지의 아들이자 에리카의 동생. 7회에서 에리카에게 자신이 한나를 먼저 때렸다는 사실을 말하지 말라고 입막음당한다. 에리카와는 달리 자신이 아빠가 없다는 사실을 눈치채지 못했다.

## 강기탁 주변
- 한보름: 노팽희 역(†, 2회 ~ 16회) - 술집 마담이다. 기탁의 의동생. 한나의 양모. 처음에는 도혁에게 도움을 주었지만 3회에서 양진모로부터 협박을 받고, 항구에서 민도혁과 그의 가족들을 전부 바다로 빠트린다. 15회에서 매튜 리와 몸싸움을 벌이다 건물 아래로 추락하고, 16회에서 간신히 양진모의 전화를 받고 유언을 남긴 후 사망한다.
- 이정현: 백익호 역(시즌 1 4회 ~ ) - 구치소 내 빵장. 강기탁을 보필하는 인물. 4회에서 첫 등장. 상황에 따라 교활하게 움직이는 인물로 전형적인 '강약약강'의 면모를 보인다. 매튜리의 비서.

## 방칠성 주변
- 이부영: 황동혁 역 - 방칠성의 전 비서이자 태양투자산업개발 전무이사
- 미상: 조 검사 역 - 방칠성과 친분이 있었던 검사
- 주영호: 변호사 역 - 방칠성 담당 변호사

## 명주여자고등학교
- 정다은: 송지아 역(†, 1회 ~ 9회) - 일진. 모네의 협박으로 자신의 자작곡을 모네에게 팔게되었고 9회에서 K에게 죽임당하고 자살로 위장되었다.
- 엄지윤: 왕유진 역 - 일진이자 티키타카 모네의 매니저. 10회에서 모네의 동생인 한경수에게 반하게 된다.
- 장하경: 김소연 역 - 일진이자 티카타카 모네의 매니저.
- 김동현: 교장 역(2회 ~ 3회)
- 윤서정: 문준희 역(2회)
- 유지애: 유지애 역 - 명주여고 재학생 (1회)

## 성찬 그룹
- 김도훈: K / 심준석(본명 구성철) / 매튜 리 역(7회 ~ 16회) - 가면을 쓴 의문의 인물. 한나의 친부. 방칠성, 방다미, 송지아, 엄지만을 살해한 장본인이자 성찬 그룹의 실세. 10회에서 성찬 그룹 후계자가 민도혁임을 알게 되자 그를 다음 타깃으로 삼는다. 심용 회장의 양아들인 것과, 성형수술을 하고 매튜 리라는 가명으로 살아왔음이 밝혀진다.
- 김일우: 심용 역(†, 9회 ~ 17회) - 성찬 그룹 전 회장이자 심준석의 양부이자 만악의 근원. 민도혁의 생부. 민도혁이 자신의 친자인 것과 매튜리가 자신의 양아들인 것을 밝히고, 매튜 리가 쏜 총에 의해 총상을 입어 상태가 악화되어 의식을 잃어 사망했다.
- 최진호: 구강재 역(†, 7회 ~ 17회) - 심용 성찬그룹 회장의 비서. 10회에서 엄지만 검찰총장을 총으로 쏴 죽인다. 준석의 친부인 것이 밝혀진다.
- 이칸희: 고이진 역(†, 11회) - 성찬그룹 심용 회장의 아내이자 준석의 양모. 이후 준석이 엇나가자 바른길로 인도하려다 포기하고 준석에게 가짜라고 말한 뒤 분노한 준석에 의해 액자에 머리를 맞고 목이 졸려 사망했다.
- 정종락: 조종락 역(3회 ~ 16회) - 성찬그룹의 비서실장이자 심미영의 비서. 7인의 탈출에서는 성찬갤러리 실장이였다. 그 이후 7인의 부활에서도 심미영을 열심히 보필하고 성찬 그룹에 대한 충실함이 눈에 띔. 마지막회에서 반전이 인상적이다.

## 그 외 인물
- 김혜진: 이양숙 역(†, 3회 ~ 6회) - 명주여고 앞 문방구 <보아팬시문구> 주인. 3회에서 주홍글씨 라이브 방송에 나와 방다미가 교문 앞에서 양부인 이휘소에게 달려가 안은 것을 애정 행각을 벌인 것으로 왜곡했다. 매튜리가 방울이 사건 33인의 데이터를 수집할 때 그들 중의 한 사람으로 이름이 올라갔다. 이후 죽음의 섬에서 무너지는 바위를 버티다 끝내 깔려죽고 말았다.
- 송호수: 공창호 역 - 청소년 디지털범죄 피해자지원센터장.
- 이기창: 마 사장 역(특별 출연, 3회) - 전라도 사채업자.
- 홍하나임: 유은영 역(†, 5회 ~ 6회) - 33명의 제주도 여행 당첨자 중 한명. 오산도에서 시신으로 발견되었다.
- 염지영
- 임현성
- 이창주
- 박리원: 정희선 역
- 미상: 담당 형사의 아내 역
- 박정언 : 준혁의 어머니 역 - 고명지의 학교 학부모. 자신의 애 담임이 2년 연속, 지방대 출신의 촌티 날리는 고명지인 것이 못마땅하지만, 서울대는 기가 막히게 보내는 그녀의 실력 때문에 일부러 밥을 사주거나 전시회에 참석해 그림을 사주는 등 알랑대는 이중적인 면모를 보였다. 7회에서 재등장. 자신의 지인과 함께 고명지에 대해 뒷담을 하다 그만 당사자한테 딱 걸려버린다. 10회에서는 고명지의 그림을 사 준 것에 대해 비리혐의로 학교 교장실에서 회의가 열리고, 그 자리에서 고선생의 불륜 상대가 남편인 것을 알게 되고, 고선생을 쓰러뜨리고 머리끄댕이를 잡고 격렬한 몸싸움을 한다.
- 한승수 : 송지아 아버지 역(†, 8회) - 송지선 & 송지아 자매의 아버지. 알콜 중독자이자 가정 폭력 가해자. 딸이 몰래 모으던 돈을 발견해 마구 가져가려 하고, 이를 송지아가 제지하자 그녀의 머리를 잡은 채 유리로 된 재떨이로 후려치려하나 동생이 다치는 것을 막기 위해 언니 송지선이 칼을 찔러 그를 살해했다. 이를 본 송지아는 언니의 유학길이 막히는 것을 막기 위해 촉법소년으로 스스로 아버지를 살해했다며 자수했고, 재판 과정을 남동생의 재판을 방청하러 온 한모네가 보고 있던지라 송지아가 한모네에게 협박 당하게 되는 계기가 되었다.
- 미상 : 경비 역
- 미상 : 주치의 역
- 미상 : 홍 여사 역
- 송영규: 서울 시장 역
- 김동준 : 정 형사 역
- 명재환 : 강 검사 역

## 특별출연
- 태항호: 명주여고 이사장의 아들 역 (2회)
- 한다라: 홍사라 역 (2회)
- 하도권: 하도권 역 (4회) - 한모네의 연기자 선배.
- 조승연: 김순평 역 (4회) - 이휘소 담당 변호사.
- 박지빈: 미용실 작은 원장 역 (7회) - 티키타카 스튜디오의 대표로 내정된 한성우가 단골로 있는 미용실의 원장. 민도혁이 말한 소문에 의하면 미용실에는 큰 원장과 작은 원장 둘이 있는데, 큰 원장은 한성우의 애인이고 작은 원장은 큰 원장의 숨겨진 자식이라고 하는데 구체적으로 밝혀진 바가 없다. 이후 자신의 부모 뻘 되는 직원에게 갑질을 하는데, 어머니가 생전 미용실에서 손님에게 갑질을 당했던 모습이 떠올라 그에게 일갈한다.
- 데니안: 고명지의 남편 역 (7회) / 재연 배우 역 (8회)
- 김소연: 류홍주 역 (10회) - 체리 엔터테인먼트의 간판스타. 양진모에게 출연료를 미지급 된 것을 알게 되어 체리엔터테인먼트를찾아가 양진모에게 출연료를 얼마나 삥쳤냐며 분노를 표출한다. 소속 배우 60명과 전속 계약 해지 소송을 걸겠다고 선전포고 한 후 포도밭이라도 팔으라고 말한 뒤 퇴장한다.이후 체리엔터테인먼트를 나갈 것으로 알려진다.
- 이도엽: 조동희 역 (10회) - 서울중앙지검 차장검사.
- 박경림: 기자회견 사회자 역 (11회)
- 정경순: 홍진아 여사 역 (14회) - 지중그룹 회장 사모님.
- 임현성: 권 형사 역 (14회) - 서울강남경찰서 강력팀 형사.
- 이승윤 (3회) - 나도 자연인 이다 진행자
- 장혁진 (6회) - 김도진 역
- 김현욱 (6회) - SBC 시사마당 MC 역
- 채동현 (9회) - 최미남 역
- 김로사 (9회) - 최미남 보좌관 역
- 백성현 (13회) - 장형운 역
- 이재용 (13회, 15회, 16회) - 강일한 역
- 박진희 (16회) - 판사 역